# Auslandsamt der Deutschen Dozentenschaft
Das Auslandsamt der Deutschen Dozentenschaft war eine Einrichtung in der Zeit des Nationalsozialismus.
Das Amt hatte seinen Sitz in Berlin. Im  Zweiten Weltkrieg betreute es viele Hunderte Hochschullehrer und Wissenschaftler aus 45 verbündeten oder neutralen Staaten, die an deutschen Hochschulen arbeiteten. In der Betreuung halfen 43 Hauptämter und Stützpunkte in allen Hochschulstädten von Hamburg, Kiel, Danzig und  Königsberg bis Innsbruck, Graz und Wien, von  Straßburg bis Prag und Posen.